# Aleksandr Konovalov

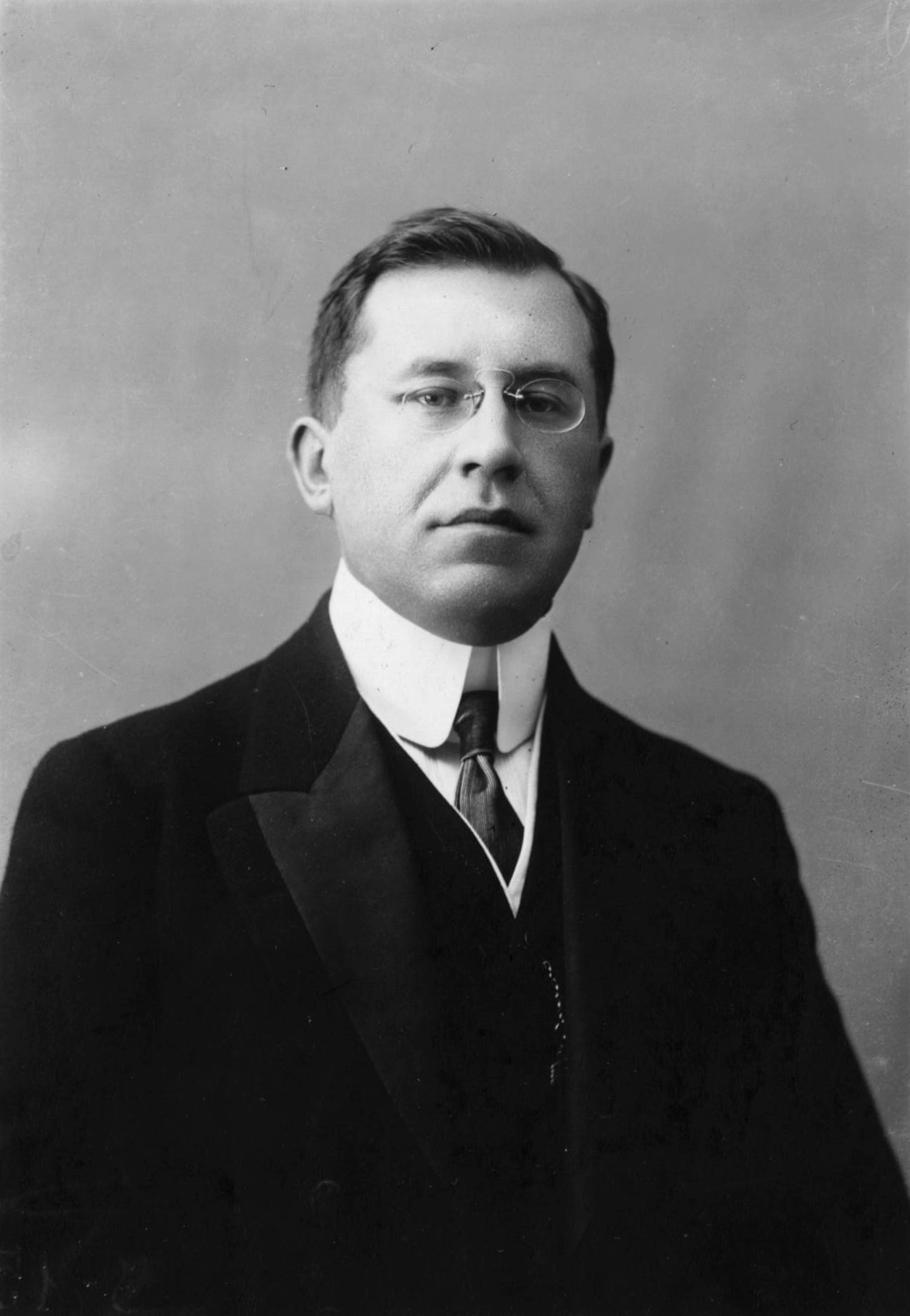
Aleksandr Konovalov

Aleksandr Ivanovitsj Konovalov (Russisch: Александр Иванович Коновалов) (Moskou, 17 september 1875 – New York, 28 januari 1948) was een Russisch liberaal politicus en koopman.

## Levensloop

### Achtergrond en vroege carrière
Konovalov was een oudgelovige en was afkomstig uit een rijk koopliedengeslacht. Zijn voorouders waren met hun textielfabrieken tot grote rijkdom gekomen.
Konovalov ontving zijn opleiding in Engeland en beheerde nadien de holdingmaatschappij van de familie.

### Liberaal
Konovalov sloot zich na de Eerste Russisch Revolutie van 1905 aan bij de liberale Constitutioneel-Democratische Partij (KDP, beter bekend als de Kadettenpartij). In 1908 was hij echter betrokken bij de liberale Progressieve Partij, een partij waarbij zich veel rijke industriëlen en kooplieden aansloten. De Progressieven waren voorstander van het economisch liberalisme. In 1912 werd hij voor de Progressieve Partij in de vierde Staatsdoema gekozen. Van 1913 tot 1914 was hij vicevoorzitter van de Staatsdoema.
Tijdens de Eerste Wereldoorlog was hij vicevoorzitter van Aleksandr Goetsjkovs Militaire Industriële Comité. In augustus 1915 was hij betrokken bij de vorming van het Progressieve Blok, een alliantie van de Progressieve Partij, de Kadettenpartij, de linkervleugel van de Oktobristenpartij en een deel van de Nationalistische Partij. Het Progressieve Blok voerde oppositie tegen de regering en wenste de instelling van een regering die het vertrouwen van de bevolking genoot. Het Blok steunde echter wel de oorlogsinspanningen en waren voorstanders van de monarchie.

### Minister
Na de Februarirevolutie (1917) was Konovalov van 15 maart tot 2 juli 1917 minister van Handel en Industrie. Hij trad af na meningsverschillen over de economische politiek. Na de Julicrisis sloot hij zich weer aan bij de KDP. In de Derde Coalitieregering (15 juli - 7 november 1917) van premier Aleksandr Kerenski (Sociaal-Revolutionaire Partij) was hij vicepremier. Tijdens de bestorming van het Winterpaleis door de Rode Garde bevond Konovalov zich met enkele andere ministers in het paleis. Omdat premier Kerenski niet aanwezig was (hij was bezig militaire steun te vergaren) was Konovalov de belangrijkste persoon in het Winterpaleis. Bij de verovering van het paleis werden Konovalov en de andere ministers en ambtenaren gevangengenomen. Hij werd tijdelijk vastgehouden en na zijn vrijlating emigreerde hij naar Frankrijk.

### Leven in ballingschap
In Frankrijk was hij actief binnen anti-bolsjewistische emigrantenkringen. De regering van Sovjet-Rusland beschuldigde hem ervan een van de breinen achter de Opstand van Kronstadt te zijn.
Aan het begin van de Tweede Wereldoorlog emigreerde hij naar de Verenigde Staten. Hij overleed in januari 1948 op 72-jarige leeftijd te New York. Hij werd begraven in het Franse Sainte-Geneviève-des-Bois (departement Essonne).
Konovalov was een vrijmetselaar en wordt genoemd in het zogenaamde vrijmetselaarscomplot van 1916. Dit complot, bedacht door met name (conservatief-)liberale leden van de "Politieke Vrijmetselarij", moest de tsaar en zijn regering ten val brengen om de weg vrij te maken voor een constitutionele monarchie en een regering die het vertrouwen van de regering genoot. Enkele samenzweerders bedachten zich later echter.